# Heliocontia accepta
Heliocontia accepta är en fjärilsart som beskrevs av H. Edwards 1881. Heliocontia accepta ingår i släktet Heliocontia och familjen nattflyn. Inga underarter finns listade i Catalogue of Life.